# ابوعلی مأمون بن محمد
ابوعلی مامون بن محمد بنیان‌گذار سلسله آل مأمون در خوارزم بود. وی از سال ۹۹۵ تا زمان مرگش در ۹۹۷ بر خوارزم حکومت کرد. وی ابتدا تنها فرمانروای جنوب خوارزم بود و به عنوان دست‌نشانده سامانیان بر آن منطقه حکومت می‌کرد؛ اما سپس به شمال خوارزم حمله کرد و با برکناری ابوعبدالله محمد آفریغ که او هم دست‌نشانده سامانیان بود، بر سراسر خوارزم تسلط یافت.